# Liste des épisodes des Experts : Miami

Cette page recense la liste des épisodes de la série télévisée Les Experts : Miami.

## Introduction dansles ExpertsSaison 2 (2002)
1. La mort dans tout ses états (Cross-Juridictions)

## Première saison (2002-2003)
La première saison a été diffusée du 23 septembre 2002 au 19 mai 2003.
1. Plus dure sera la chute (Golden Parachute)
2. Apparences trompeuses (Losing Face)
3. Le Prix de la liberté (Wet Foot/Dry Foot)
4. Les Dessous de Miami (Just One Kiss)
5. Le Diamant est éternel (Ashes to Ashes)
6. Le Jouet cassé (Broken)
7. À bout de souffle (Breathless)
8. La Maison de l'horreur (Slaughterhouse)
9. Tireur isolé (Kill Zone)
10. Leçon de haine (A Horrible Mind)
11. La Mort au bout du fil (Camp Fear)
12. Une empreinte de trop (Entrance Wound)
13. Vapeurs stupéfiantes (Bunk)
14. Œil pour œil (Forced Entry)
15. Une affaire empoisonnée (Dead Woman Walking)
16. Chaud et Froid (Evidence for Things Unseen)
17. Quitte ou Double (Simple Man)
18. Les Experts à la loupe (Dispo Day)
19. Dangereuse collaboration (Double Cap)
20. Dernière cartouche (Grave Young Men)
21. Le Grain de sable (Spring Break)
22. Soirée torride (Tinder Box)
23. Si loin, si proche (Freaks and Tweaks)
24. Les Fugitifs (Body Count)

## Deuxième saison (2003-2004)
La deuxième saison a été diffusée du 22 septembre 2003 au 24 mai 2004.
1. Un coupable intouchable (Blood Brothers)
2. Des millions sous les mers (Dead Zone)
3. Le Passe-Muraille (Hard Time)
4. Dans les mailles du filet (Death Grip)
5. Tirs groupés (The Best Defense)
6. Pluie d'ennuis (Hurricane Anthony)
7. Grand Prix (Grand Prix)
8. Affaire classée (Big Brother)
9. Romance en eaux troubles (Bait)
10. Extrêmes limites (Extreme)
11. Le Prix de la beauté (Complications)
12. L'Éclat du diamant (Witness to Murder)
13. Mauvais sang (Blood Moon)
14. À l'épreuve du feu (Slow Burn)
15. Paparazzi (Stalkerazzi)
16. Intrusion (Invasion)
17. Les Convoyeurs (Money for Nothing)
18. Le Fan (Wannabe)
19. Mort à la une (Deadline)
20. Experts contre experts (The Oath)
21. Trafic aérien (Not Landing)
22. Protection rapprochée (Rap Sheet)
23. Poursuite à Manhattan (MIA/NYC NonStop) → Pilote de la série Les Experts : Manhattan 2ePartie
24. Belle de nuit (Innocent)

## Troisième saison (2004-2005)
La troisième saison a été diffusée du 20 septembre 2004 au 23 mai 2005.
1. Disparitions (Lost Son)
2. Témoin protégé (Pro Per)
3. L'Ange noir (Under the Influence)
4. Crimes sur le campus (Murder in a Flash)
5. Fraudes majeures (Legal)
6. Le Verdict du tueur (Hell Night)
7. Vague criminelle (Crime Wave)
8. Dangereuse rencontre (Speed Kills)
9. Pirates de l'Atlantique (Pirated)
10. La Chute (After the Fall)
11. Addiction (Addiction)
12. La Guerre des gangs (Shootout)
13. De sang froid (Cop Killer)
14. Les Vices de Miami (One Night Stand)
15. La Main dans le sac (Identity)
16. Chasse à l'homme (Nothing to Lose)
17. En plein vol (Money Plane)
18. Jeux, test et mort (Game Over)
19. Impôt meurtrier (Sex & Taxes)
20. L'Insigne du crime / Rendez-vous avec la mort (Killer Date)
21. 8 heures chrono (Recoil)
22. Dernier match (Vengeance)
23. Sur les pas du tueur (Whacked)
24. Révélations (10-7)

## Quatrième saison (2005-2006)
La quatrième saison a été diffusée du 19 septembre 2005 au 22 mai 2006.
1. Sans fleurs ni couronne (From the Grave)
2. Face aux requins (Blood in the Water)
3. Une proie dans la nuit (Prey)
4. 48 heures pour survivre (48 Hours to Life)
5. Trois visages pour un crime (Three-Way)
6. Affaire personnelle (Under Suspicion)
7. Le Tueur de New York - 1re Partie (Felony Flight)
→ Cross-over avec Les Experts : Manhattan : Le Flic de Miami (Manhattan Manhunt) (S02E7) - 2e Partie
8. Le clou de l'histoire (Nailed)
9. Fin de partie (Urban Hellraisers)
10. Rivalités (Shattered)
11. 6 ans trop tard (Payback)
12. Le Tombeur (The Score)
13. Au rythme des balles (Silencer)
14. Fondu au noir (Fade Out)
15. Retour sur le passé (Skeletons)
16. Une victime idéale (Deviant)
17. Collision (Collision)
18. À deux doigts d'être coupable (Double Jeopardy)
19. Conduite dangereuse (Driven)
20. Chute libre (Free Fall)
21. Ne quittez pas ! (Dead Air)
22. Mort en eaux troubles (Open Water)
23. Sous les feux de la rampe (Shock)
24. Pris pour cible (Rampage)
25. L'un des nôtres (One of Our Own)

## Cinquième saison (2006-2007)
La cinquième saison a été diffusée du 18 septembre 2006 au 14 mai 2007.
1. Rio (Rio)
2. Les Infiltrés (Going Under)
3. Le Loto de la mort (Death Pool 100)
4. Trop beaux pour mourir (If Looks Could Kill)
5. Un quartier pas si tranquille (Death Eminent)
6. Le Cercueil maudit (Curse of the Coffin)
7. En tête de course (High Octane)
8. Chambre noire (Darkroom)
9. Mort aux enchères (Going, Going, Gone)
10. Frères d'armes (Come As You Are)
11. Cible coupable (Backstabbers)
12. Liaison dangereuse (Internal Affairs)
13. Terrain miné (Throwing Heat)
14. Tête à tête (No Man's Land) - 1ère partie
15. Traqué ! (Man Down) - 2ème partie
16. Relations de bon voisinage (Broken Home)
17. La Griffe du crime (A Grizzly Murder)
18. Jamais 2 sans 3 (Triple Threat)
19. L'Héritage du sang (Bloodline)
20. Clap de fin (Rush)
21. Pour le meilleur et pour le pire (Just Murdered)
22. Amour enflammé (Burned)
23. Fausses images (Kill Switch)
24. Tueur né (Born to Kill)

## Sixième saison (2007-2008)
La sixième saison a été diffusée du 24 septembre 2007 au 19 mai 2008.
1. Gènes opposés (Dangerous Son)
2. Cyber-lébrité (Cyber-lebrity)
3. Transfert à haut risque (Inside Out)
4. Mort à crédit (Bang, Bang, Your Debt)
5. Enquête à froid (Deep Freeze)
6. Éclipse mortelle (Sunblock)
7. Défilé électrique (Chain Reaction)
8. Dernières vacances (Permanent Vacation)
9. Un gramme de trop (Stand Your Ground)
10. Nounous modèles (My Nanny)
11. Le Vaporisateur (Guerillas in the Mist)
12. Deux morts pour un cadavre (Miami Confidential)
13. Passé recomposé (Raising Caine)
14. La Mariée assassinée (You May Now Kill the Bride)
15. Embuscades (Ambush) - 1ère partie
16. Le Grand nettoyage (All In) - 2ème partie
17. Pièges en direct (To Kill a Predator)
18. Tout s'écroule (Tunnel Vision)
19. Une trop lourde ardoise (Rock and a Hard Place)
20. Erreur inhumaine (Down to the Wire)
21. L'Homme à abattre (Going Ballistic) - 1ère partie

## Septième saison (2008-2009)
La septième saison a été diffusée du 22 septembre 2008 au 18 mai 2009.
1. Avec ou sans lui (Resurrection) - 2ème partie
2. Têtes brûlées (Won't Get Fueled Again)
3. La Dernière Séance (And How Does That Make You Kill ?)
4. Tous les coups sont permis (Raging Cannibal)
5. Sous toutes les coutures (Bombshell)
6. Promesse non tenue (Wrecking Crew)
7. Le Chéri de ces dames (Cheating Death)
8. Alerte enlèvement (Gone Baby Gone)
9. Aveuglés (Power Trip)
10. Motel Deluca (The Deluca Motel)
11. L'Autre Alternative (Tipping Point)
12. Trou de mémoire (Head Case)
13. Hors course (And They're Offed)
14. Corps en détresse (Smoke Gets In Your CSIs)
15. L'Avocat du diable (Presumed Guilty)
16. L'Arrache-cœur (Sink or Swim)
17. L'Espion qui les aimait (Divorce Party)
18. Dernier voyage (Flight Risk)
19. Les Cibles (Target Specific) - 1ère partie
20. M. Wolfe pris au piège (Wolfe in Sheep's Clothing) - 2ème partie
21. Copies non conformes (Chip/Tuck)
22. L'Épouse de ses rêves (Dead on Arrival)
23. Dans l'engrenage (Collateral Damage)
24. Totale dissolution (Dissolved)
25. La Guerre froide (Seeing Red) - 1ère partie

## Huitième saison (2009-2010)
La huitième saison a été diffusée du 21 septembre 2009 au 24 mai 2010.
1. Naissance d'un mythe (Out of Time) - 2ème partie
2. Un retour explosif (Hostile Takeover)
3. Le Courant passe (Bolt Action)
4. Bien mal acquis... (In Plane Sight)
5. Mauvaises graines (Bad Seed)
6. Pas de noces pour le marié (Dude, Where's My Groom?)
7. Les Disparues de Miami - 1re partie (Bone Voyage)
→ Cross-over avec Les Experts : Manhattan et  Les Experts - Les Disparues de Miami - 1re Partie , Les Experts Manhattan - S06E07 - Les Passagères de New York - 2e Partie , Les Experts - S10E07 - Les Innocentes de Las Vegas - 3e Partie
8. La Place du mort (Point of Impact)
9. Fin de contrat (Kill Clause)
10. Rencontre explosive (Count Me Out)
11. Delko change de camp (Delko For the Defense)
12. Poupée de son (Show Stopper)
13. Coupé en deux (Die By the Sword)
14. Fenêtre sur meurtre (In the Wind)
15. Miami, on a un problème / Miami, on a un trouble (Miami, We Have a Problem)
16. Aller-retour à L.A. (L.A.)
17. L'Ennemie commune (Getting Axed)
18. Le Crime du déshonneur (Dishonor)
19. Rira bien (Spring Breakdown)
20. Calleigh entre deux mondes (Backfire)
21. En moins d'une minute (Meltdown)
22. Après la fête… (Mommie Deadest)
23. L'un d'entre nous / Bombe à retardement (Time Bomb)
24. Tous à terre (All Fall Down) - 1ère partie

## Neuvième saison (2010-2011)
La neuvième saison a été diffusée du 3 octobre 2010 au 8 mai 2011.
1. L'Heure tourne… (Fallen) - 2ème partie
2. Lendemain de fête (Sudden Death)
3. Pas vu, mais pris (See No Evil)
4. Traque sans merci (Manhunt)
5. Ouvrez les yeux (Sleepless in Miami)
6. La Maison des secrets (Reality Kills)
7. Le Contrat (On the Hook)
8. Une vie trop parfaite (Happy Birthday)
9. Une vérité édulcorée (Blood Sugar)
10. La partenaire idéale (Match Made in Hell)
11. Face à face (F-T-F)
12. Comme sur des roulettes (Wheels Up)
13. Main basse sur Miami (Last Stand)
14. Lapidée à froid / Cœur de Pierre (Stoned Cold)
15. Soif de sang / Bec et ongles (Blood Lust)
16. Terrain de chasse / Parties de chasse (Hunting Ground)
17. Livraison spéciale (Special Delivery)
18. Le Tueur de la toile (About Face)
19. Dans la cage (Caged)
20. Double Je (Paint It Black)
21. Game Over (G.O.)
22. Le Dernier fugitif (Mayday) - 1ère partie

## Dixième saison (2011-2012)
La dixième saison a été diffusée du 25 septembre 2011 au 8 avril 2012. Il s'agit de la dernière saison de la série, cette dernière est en effet annulé le 13 mai 2012.
1. Piqués au vif (Countermeasures) - 2ème partie
2. L'Effet boule de neige (Stiff)
3. Vents contraires (Blown Away)
4. Ne pas fermer les yeux (Look Who’s Taunting)
5. Un tueur parmi nous (Killer Regrets)
6. Best-seller (By the Book)
7. Poker vengeur (Sinner Takes All)
8. La Traque continue (Dead Ringer)
9. Le Sang de nos 20 ans (A Few Dead Men)
10. Les Disparus (Long Gone)
11. Petites têtes couronnées (Crowned)
12. Fin de trajectoire (Friendly Fire)
13. Le Donneur (Terminal Velocity)
14. Une moins que rien (Last Straw)
15. Tolérance zéro (No Good Deed)
16. Sous le sable (Rest in Pieces)
17. La Rage de vaincre (At Risk)
18. La Loi et le désordre (Law and Disorder)
19. Une grande famille (Habeas Corpse)